# Paa feae
Paa feae é uma espécie de anfíbio da família Ranidae.
Pode ser encontrada nos seguintes países: China e Myanmar.
Os seus habitats naturais são: regiões subtropicais ou tropicais húmidas de alta altitude e rios.